# Rambler (Argentina)
La línea Rambler de IKA, fue una serie de automóviles de turismo fabricados por la automotriz argentina Industrias Kaiser Argentina. Se trataba de una serie de vehículos, derivados de los modelos Rambler Classic y AMC Ambassador. Esta línea de vehículos fue presentada en Argentina bajo la marca Rambler, constituyéndose en una nueva opción dentro del abanico de marcas que presentaba Industrias Kaiser Argentina, entre las que se incluían también Kaiser y Jeep, además de la marca propia IKA. 
La producción de los Rambler en Argentina, se inició a partir del año 1962, dando reemplazo a los modelos producidos bajo la marca Kaiser (Carabela y Bergantín). A lo largo de su producción, fueron presentadas dos versiones de carrocerías (sedán y familiar), siendo al mismo tiempo bautizadas como "Classic" (la versión sedán base), "Ambassador" (la versión sedán de lujo) y "Cross Country" (el familiar). En cuanto a su diseño, los Rambler Classic derivaban directamente de la primera, segunda y tercera generación de su versión norteamericana, mientras que los Rambler Ambassador derivaban de la tercera y cuarta generación del modelo AMC Ambassador. Asimismo, los Rambler Cross Country no eran otra cosa más que las versiones Station Wagon del Rambler Classic, complementando la gama de productos. Asimismo, cada coche recibía una nomenclatura numérica, dependiendo del nivel de equipamiento, siendo utilizados de esta manera los números "400", "440", "550", "660", "990" y "380".
En cuanto a mecánica, estos coches eran vehículos compactos de tamaño completo, impulsados por motores de 6 cilindros en línea, los cuales diferían dependiendo de cada generación, entre un IKA Continental de 226 pulgadas cúbicas (3700 cc) o un Tornado Jet de 230 pulgadas cúbicas (3770 cc), todos ellos acoplados a una caja manual de 3 velocidades, llegando a 4 en la versión Ambassador 990 Tornado.
La producción de estos automóviles cesaría en el año 1972, aunque hasta el año 1975 continuaría la producción del modelo Ambassador 990, aunque ya como un coche a pedido.

## Primera Generación

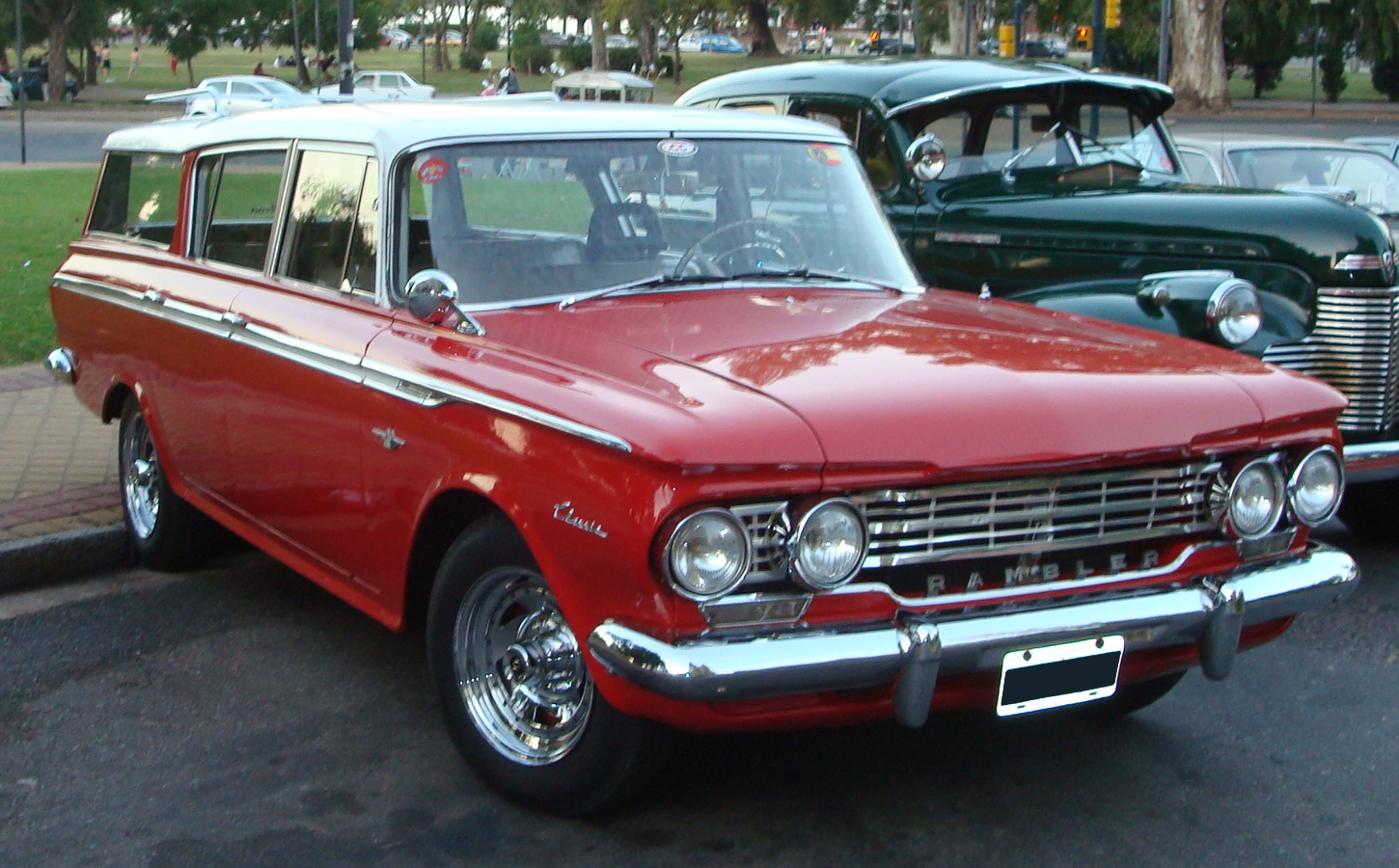
Rambler Cross Country de primera generación.

La primera generación del Rambler en Argentina, fue presentada oficialmente en el año 1962. La misma, era una réplica de la versión norteamericana del Rambler Classic, lanzado por la American Motors Corporation en 1961. El vehículo, era un sedán autoportante de cuatro puertas, ideal para transportar 6 pasajeros distribuidos entre las dos filas de bancos enterizos. Asimismo, el vehículo estaba equipado con un impulsor marca Continental de 6 cilindros en línea y 226 pulgadas cúbicas, capaz de erogar 119 CV a 4000 RPM, todo esto acoplado a una caja de velocidades de 3 marchas, con accionamiento por palanca al costado del volante. Asimismo, dos versiones de carrocerías fueron presentadas (sedán y familiar), siendo estas identificadas según el tipo de equipamiento, como "Classic Custom" la versión base, "Classic Custom De Luxe" la versión intermedia, y como "Ambassador 440" la versión de lujo. Al mismo tiempo, junto a la versión sedán de cuatro puertas, fue presentada una versión familiar que fuera identificada como "Rambler Cross Country". Como curiosidad de estos modelos, ambas versiones cubrían exactamente las mismas medidas, debido principalmente a que la versión sedán ofrecía un amplio baúl, cuyo largo era el mismo que la caja de carga de la versión familiar.
La intención de IKA en cuanto a la producción de este vehículo, fue la de ofrecer al público argentino una nueva opción en el mercado, teniendo en cuenta el avance propuesto por sus rivales, principalmente Ford y General Motors, quienes comenzaron a importar desde Estados Unidos los primeros coches compactos. En ese período, IKA ya había revolucionado el mercado con la presentación del Kaiser Carabela, un vehículo de grandes dimensiones, pero de menor tamaño a los coches que frecuentaban el mercado argentino. Sin embargo, ante la aparición en escena de los primeros Ford Falcon y Chevrolet 400, IKA se replantearía las cosas y terminaría resolviendo para el año 1961 el reemplazo de la línea Kaiser, por la línea Rambler.
Pero a pesar de este intento por modernizar la producción local con la aparición de la línea Rambler, el diseño de los mismos los haría quedar vistos como un tanto desactualizados con respecto a la competencia, ya que presentaban rasgos que hacían recordar al diseño de vehículos de los años '50. Ante esta situación, y atentos a la evolución de los productos Rambler en Estados Unidos, prontamente la producción de la primera generación de la línea Rambler Argentina sería suplantada por la más moderna generación de vehículos.

## Segunda Generación

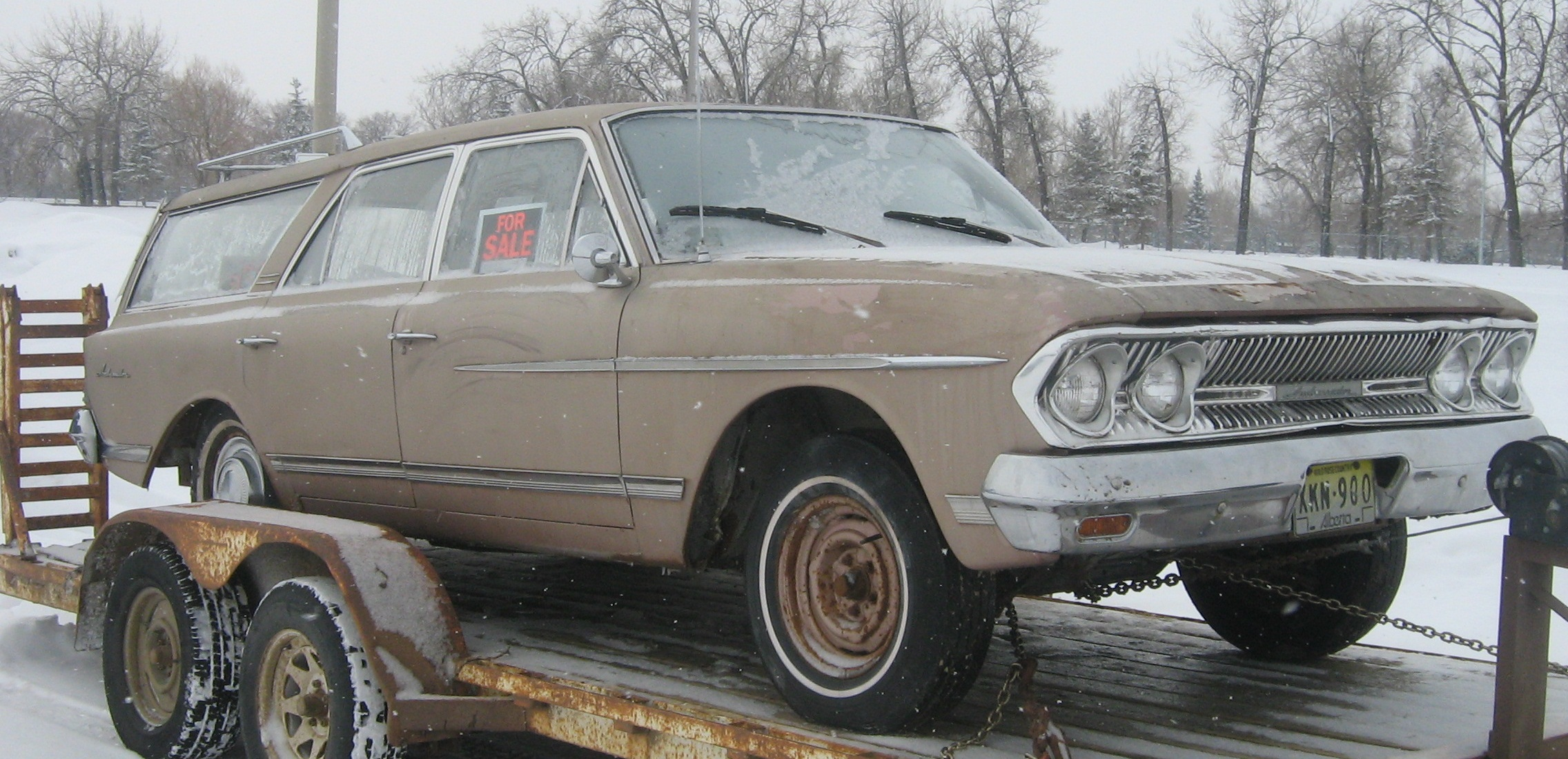
Rambler Cross Country de segunda generación.

Tras la presentación en el año 1963 de la segunda generación del Rambler Classic en Estados Unidos, la línea Rambler en Argentina también se renovaría, iniciándose en ese mismo año su producción en las factorías del Barrio Santa Isabel, en la Provincia de Córdoba. Este nuevo modelo, consistió en un cambio completamente radical con respecto a la anterior generación, pasando a adoptarse un nuevo formato de carrocería que conjugaba líneas rectas en su línea de cintura, junto a un diseño semipiramidal de techo y parantes. Asimismo, esta generación era unos cuantos centímetros más amplia que su antecesora, siendo en este aspecto uno de los modelos más largos que fueran producidos en la historia del mercado automotor argentino (4.920 m). Una de las características físicas que marcó a esta generación de Rambler, fue el diseño de su conjunto frontal, presentando un diseño de parrilla anguloso que le haría acreedor en Argentina del apodo "boca de pescado".
En cuanto a su mecánica, la nueva línea Rambler venía equipada con el mismo motor Continental de 6 cilindros en línea, 226 pulgadas cúbicas y 119 CV de potencia, acoplado a una caja manual de 3 marchas. Asimismo, las denominaciones de los modelos continuarían siendo las mismas, aunque con el agregado de nomenclaturas numéricas para cada versión, siendo asignado el 550 para la versión "Classic", el 660 para el "Classic Deluxe" y el 990 para el "Ambassador".
Con respecto a la versión Ambassador 990, este modelo revolucionaría el mercado automotor argentino, al presentar innovaciones en su equipamiento como ser la incorporación de la dirección hidráulica, levantacristales eléctricos en las cuatro puertas y aire acondicionado integral, convirtiéndose en el primer coche de la historia en presentar estos niveles de equipamiento.
A pesar de haber modernizado su línea con el lanzamiento de la segunda generación, Rambler nuevamente establecería una renovación de sus unidades en Estados Unidos, lanzando en el año 1965 la tercera generación de sus productos. Esta decisión terminaría repercutiendo también en Argentina, donde tras dos años de producción, la segunda generación también sería reemplazada.
Esta nueva generación de Rambler sería finalmente la que más tiempo perduraría en línea de montaje, ya que se mantendría en producción desde 1965 hasta 1972, aunque la versión Ambassador 990 continuaría siendo producida a pedido hasta el año 1975, siendo inclusive fabricada una unidad para ser utilizada como coche presidencial.

## Tercera Generación

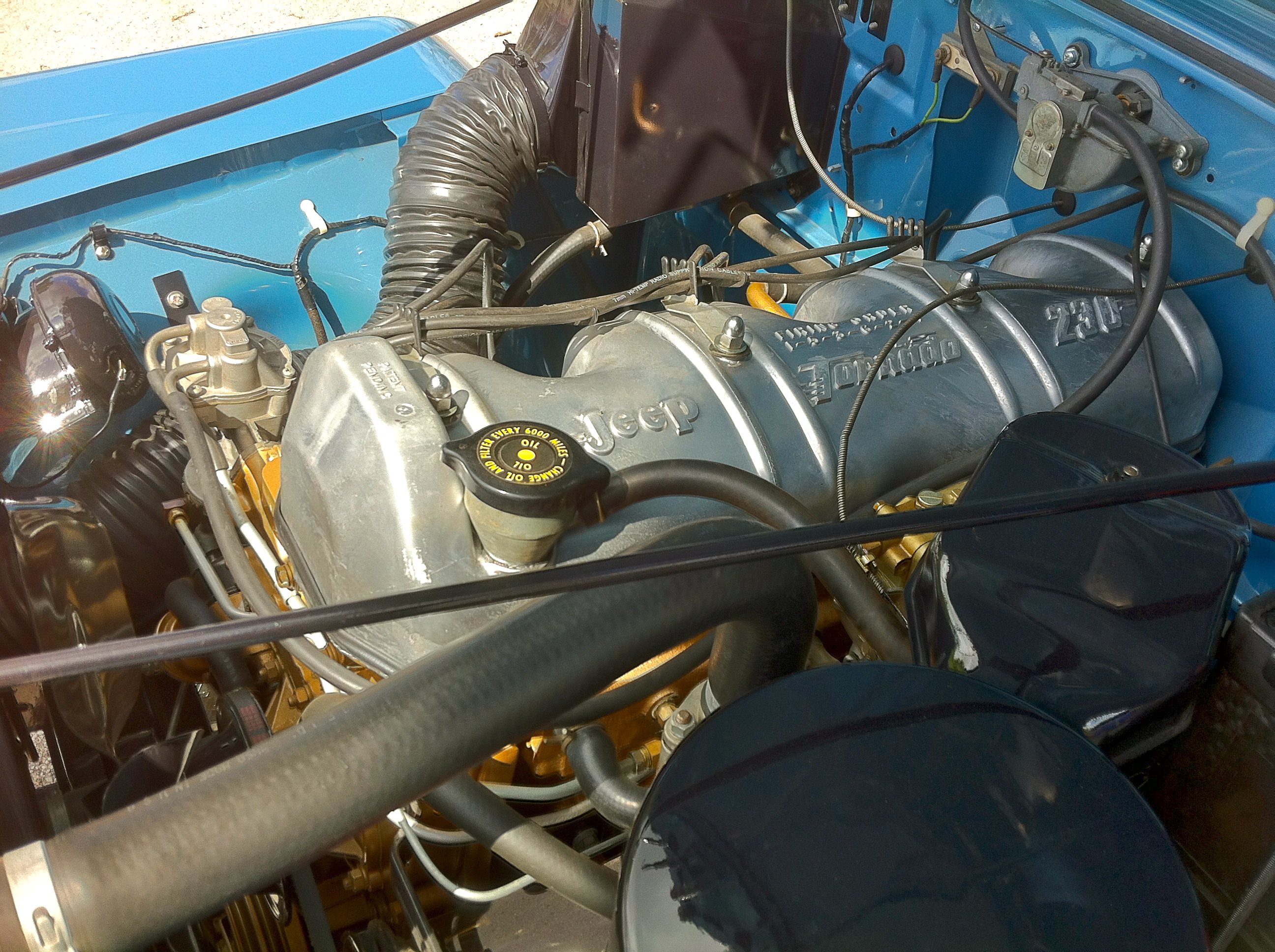
Motor Tornado 230 estrenado en la línea Rambler de 1965.

La renovación de la línea Rambler, supuso un recambio total tanto en lo estético como en lo mecánico. En lo estético, los nuevos Rambler experimentarían una reformulación en el diseño de su carrocería, tanto en su frente como en su trasera. La parrilla "boca de pescado" presentada en el año 1963, sería reemplazada por dos nuevos diseños que pasarían a ser distintivos de cada versión. De esta manera, la nueva línea Rambler Classic estrenaría una parrilla de diseño plano, a ras de la línea frontal, equipando faros duales alineados en posición horizontal, mientras que la versión Rambler Ambassador presentaría un diseño de sección afilada y con faros duales alineados en posición vertical. En cuanto a su volumen trasero, la línea Rambler recibía su rediseño más fuerte, al incorporar un baúl más extenso que la segunda generación, con pequeñas secciones que sobresalían en sus laterales, formando pequeñas "aletillas" que le daban al modelo un toque de elegancia y distinción, colocando a la línea Rambler en un segmento exclusivo del mercado, siendo al mismo tiempo el primer modelo comercializado de esas características. Por otra parte, el rediseño de este coche superaría la longitud de los 5 m, alcanzando los 5,077 m, completando su aspecto de coche exclusivo.
El equipamiento de confort era revolucionario para la época: incluía cierre centralizado, aire acondicionado, y ventanillas eléctricas en las 4 puertas -con un comando exclusivo para el conductor, q podía comandar cualquiera de las 4-. radio con tres parlantes -seleccionables con una perilla- y la posibilidad de activar la bocina o bien una guiñada de luces utilizando siempre el aro suplementario del volante. Tambíén traía cebador automático (recordemos que sólo se usaba carburador por ese entonces), servofrenos, y dirección hidráulica de fábrica.
En cuanto a lo mecánico, la sala de máquinas de la línea Rambler también se renovaría, pasando todos los modelos a equipar el moderno motor Tornado Jet, originario de la línea Jeep de AMC, de 6 cilindros en línea, árbol de levas a la cabeza y 230 pulgadas cúbicas (3770 cc.) capaz de erogar 132 CV a 4200 RPM. En cuanto a la caja de cambios, la misma era también una variante dependiendo de cada modelo, ya que la línea "Classic" continuaría equipando la clásica caja manual de 3 velocidades, mientras que la línea Ambassador pasaría a incorporar una nueva caja manual de 4 marchas, siendo ambas accionadas por una palanca ubicada al costado del volante. Otra solución mecánica de avanzada que estrenaría la línea Rambler, sería la implementación de frenos a disco en las ruedas delanteras, aunque estos sólo figurarían como opcionales para la versión Ambassador 990. Al mismo tiempo, también la versión Cross Country continuaría en producción, complementando como en sus anteriores generaciones a la línea sedán.
La decisión de Rambler de presentar esta nueva generación de su línea Classic-Ambassador, se daría a colación de la presentación en Estados Unidos de la tercera generación del modelo Rambler American, el cual pasaría a convertirse en el sedán de representación de la marca Rambler, dejando a la dupla Classic-Ambassador en un segmento superior, siendo el Ambassador catalogado como un modelo "Premium". Asimismo, esta regeneración del Rambler daría pie también a la iniciativa de IKA de comenzar la producción de un automóvil desarrollado íntegramente en Argentina y sobre la base del Rambler American. De esta manera, además de reubicar a la línea Rambler como su gama de lujo dentro de su producción, IKA iniciaría la producción de un nuevo coche de representación, logrando finalmente lanzar en el año 1966 el IKA Torino, un sedán autoportante con dos opciones de carrozado, Sedán 4 puertas o Coupé Hardtop, que vendría equipado con el motor "Tornado Jet", presentado originalmente en la línea Rambler. Por otra parte, con la producción de esta tercera generación de la línea Rambler, IKA inauguraría el segmento de automóviles "Premium" en el mercado automotor argentino, que más tarde incorporaría como primeros competidores al Ford Fairlane y al Dodge Coronado.
Finalmente, la producción de la línea Rambler tendría punto final en el año 1973 como modelo de serie, para pasar a ser producido exclusivamente a pedido. Esta práctica finalmente se terminaría en el año 1975, luego de producirse la absorción de IKA por parte de Renault, para la constitución de Renault Argentina S.A.. Al igual que todos los productos derivados de la producción de la American Motors Corporation, la nueva empresa discontinuaría la producción de la línea Rambler, junto con el resto de los productos con excepción del IKA Torino, modelo que continuaría siendo producido aún bajo la marca Renault, hasta el año 1980.

## Fichas técnicas
| Modelos               | Primera Generación     | Primera Generación     | Primera Generación     | Segunda Generación     | Segunda Generación     | Segunda Generación     | Tercera Generación   | Tercera Generación   | Tercera Generación   |
| --------------------- | ---------------------- | ---------------------- | ---------------------- | ---------------------- | ---------------------- | ---------------------- | -------------------- | -------------------- | -------------------- |
| Valores               |                        |                        |                        |                        |                        |                        |                      |                      |                      |
| Classic               | Deluxe                 | Ambassador 440         | Classic 660            | Deluxe 550             | Ambassador 990         | Classic 660            | Deluxe 550           | Ambassador 990       |                      |
| Período               | 1962-1963              | 1962-1963              | 1962-1963              | 1963-1965              | 1963-1965              | 1963-1965              | 1965-1972            | 1965-1972            | 1965-1975            |
| Motorización          | IKA Continental I6 226 | IKA Continental I6 226 | IKA Continental I6 226 | IKA Continental I6 226 | IKA Continental I6 226 | IKA Continental I6 226 | Tornado Jet I6 230   | Tornado Jet I6 230   | Tornado Jet I6 230   |
| Cilindrada            | 3707 cc                | 3707 cc                | 3707 cc                | 3707 cc                | 3707 cc                | 3707 cc                | 3770 cc              | 3770 cc              | 3770 cc              |
| Tracción              | Trasera                | Trasera                | Trasera                | Trasera                | Trasera                | Trasera                | Trasera              | Trasera              | Trasera              |
| Potencia              | 119 CV a 4000 RPM      | 119 CV a 4000 RPM      | 119 CV a 4000 RPM      | 119 CV a 4000 RPM      | 119 CV a 4000 RPM      | 119 CV a 4000 RPM      | 132 CV a 4200 RPM    | 132 CV a 4200 RPM    | 132 CV a 4200 RPM    |
| Par Motor             | 26 kgm a 2100 RPM      | 26 kgm a 2100 RPM      | 26 kgm a 2100 RPM      | 26 kgm a 2100 RPM      | 26 kgm a 2100 RPM      | 26 kgm a 2100 RPM      | 30 kgm a 2000 RPM    | 30 kgm a 2000 RPM    | 30 kgm a 2000 RPM    |
| Rel. Compresión       | 7,3:1                  | 7,3:1                  | 7,3:1                  | 7,3:1                  | 7,3:1                  | 7,3:1                  | 7,5:1                | 7,5:1                | 7,5:1                |
| Carburador            | Carter WCD 2807 S      | Carter WCD 2807 S      | Carter WCD 2807 S      | Carter WCD 2807 S      | Carter WCD 2807 S      | Carter WCD 2807 S      | Carter RBS 3957      | Carter RBS 3957      | Carter RBS 3957      |
| Transmisión           | Manual de 3 marchas    | Manual de 3 marchas    | Manual de 3 marchas    | Manual de 3 marchas    | Manual de 3 marchas    | Manual de 3 marchas    | Man. 3 marchas       | Man. 3 marchas       | Man. 4 marchas       |
| Peso en Vacío         | 1420 kg                | 1420 kg                | 1420 kg                | 1420 kg                | 1420 kg                | 1420 kg                | 1630 kg              | 1630 kg              | 1630 kg              |
| Largo                 | 4840 mm                | 4840 mm                | 4840 mm                | 4920 mm                | 4920 mm                | 4920 mm                | 5077 mm              | 5077 mm              | 5077 mm              |
| Ancho                 | 1840 mm                | 1840 mm                | 1840 mm                | 1840 mm                | 1840 mm                | 1840 mm                | 1892 mm              | 1892 mm              | 1892 mm              |
| Alto                  | 1450 mm                | 1450 mm                | 1450 mm                | 1450 mm                | 1450 mm                | 1450 mm                | 1415 mm              | 1415 mm              | 1415 mm              |
| Batalla               | 2746 mm                | 2746 mm                | 2746 mm                | 2840 mm                | 2840 mm                | 2840 mm                | 2946 mm              | 2946 mm              | 2946 mm              |
| Trocha Delantera      | 1473 mm                | 1473 mm                | 1473 mm                | 1480 mm                | 1480 mm                | 1480 mm                | 1488 mm              | 1488 mm              | 1488 mm              |
| Trocha Trasera        | 1486 mm                | 1486 mm                | 1486 mm                | 1458 mm                | 1458 mm                | 1458 mm                | 1470 mm              | 1470 mm              | 1470 mm              |
| Frenos Delanteros     | Tambor                 | Tambor                 | Tambor                 | Tambor                 | Tambor                 | Tambor                 | Tambor               | Tambor               | Disco                |
| Frenos Traseros       | Tambor                 | Tambor                 | Tambor                 | Tambor                 | Tambor                 | Tambor                 | Tambor               | Tambor               | Tambor               |
| Dirección             | Tornillo sin fin       | Tornillo sin fin       | Tornillo sin fin       | Tornillo sin fin       | Tornillo sin fin       | Tornillo sin fin       | Tornillo sin fin     | Tornillo sin fin     | Tornillo sin fin     |
| Suspensión Delantera  | Trapecio Deformable    | Trapecio Deformable    | Trapecio Deformable    | Trapecio Deformable    | Trapecio Deformable    | Trapecio Deformable    | Trapecio Deformable  | Trapecio Deformable  | Trapecio Deformable  |
| Suspensión Trasera    | Eje rígido, resortes   | Eje rígido, resortes   | Eje rígido, resortes   | Eje rígido, resortes   | Eje rígido, resortes   | Eje rígido, resortes   | Eje rígido, resortes | Eje rígido, resortes | Eje rígido, resortes |
| Neumáticos            | 6.70 x 15"             | 6.70 x 15"             | 6.70 x 15"             | 6.70 x 15"             | 6.70 x 15"             | 6.70 x 15"             | 6.70 x 15"           | 6.70 x 15"           | 6.70 x 15"           |
| Generador             | Dínamo 12V, 35 A       | Dínamo 12V, 35 A       | Dínamo 12V, 35 A       | Dínamo 12V, 35 A       | Dínamo 12V, 35 A       | Dínamo 12V, 35 A       | Alternador 12V, 38 A | Alternador 12V, 38 A | Alternador 12V, 38 A |
| Consumo Promedio      | 7,0 km/l               | 7,0 km/l               | 7,0 km/l               | 6,5 km/l               | 6,5 km/l               | 6,5 km/l               | 6,8 km/l             | 6,8 km/l             | 6,8 km/l             |
| 0 a 100 km/h          | 19,5 seg               | 19,5 seg               | 19,5 seg               | 14,4 seg               | 14,4 seg               | 14,4 seg               | 13,9 seg             | 13,9 seg             | 13,9 seg             |
| Vel. Máx.             | 155 km/h               | 155 km/h               | 155 km/h               | 164 km/h               | 164 km/h               | 164 km/h               | 156 km/h             | 156 km/h             | 156 km/h             |
| Dirección hidráulica  | No                     | No                     | No                     | No                     | No                     | Sí                     | No                   | No                   | Sí                   |
| Elevalunas eléctricos | No                     | No                     | No                     | No                     | No                     | Sí                     | No                   | No                   | Sí                   |
| Aire Acondicionado    | No                     | No                     | No                     | No                     | No                     | Sí                     | No                   | No                   | Sí                   |
| Producción            | 7604 un                | 1486 un                | 2348 un                | 9010 un                | 4530 un                | 2587 un                | 12171 un             | 6195 un              | 7093 un              |